# Claire d'Assise
Pour les articles homonymes, voir Sainte Claire.
Sainte Claire, ou Claire d'Assise, née Chiara Offreduccio di Favarone le 16 juillet 1194 à Assise dans une famille de la noblesse et morte dans cette même ville le 11 août 1253, est une religieuse italienne. Disciple de saint François d'Assise, elle est la fondatrice de l'ordre des Pauvres Dames (ou ordre des Clarisses). Elle a été déclarée sainte par l'Église catholique romaine le 26 septembre 1255.

## Assise
Claire d'Assise est née le 20 février 1193 selon un codex germanique du XIVe siècle, le 18 juillet selon le frère mineur Mariano da Firenze. Selon la tradition, l'Église fixe sa date de naissance le 16 juillet 1194.
Selon les actes de son procès de canonisation, Claire Offreduccio di Favarone est la fille de Favarone di Offreduccio degli Scifi, probablement de la lignée noble des comtes de Coccorano et, selon une tradition qui remonte au XVe siècle, d'Ortolana d'Assise, issue d'une famille noble de Fiume.
Vers 1210, Claire assiste dans l’église Saint-Georges à Assise aux prêches de Carême de François Bernardone, le fils d'un bourgeois qui a tout quitté pour réaliser son idéal de vie évangélique.
Enthousiasmée par cette prédication, conquise par l'idéal de pauvreté à l'image des évangiles, elle décide de renoncer au monde, après avoir rêvé de sillonner la Méditerranée comme sa mère qui avait fait de nombreux pèlerinages à Rome, à Saint-Jacques-de-Compostelle et en Terre sainte. Elle quitte sa famille en cachette le soir du dimanche des Rameaux, le 20 mars 1212, en compagnie de l'une de ses tantes, pour rejoindre François et ses compagnons à la Portioncule.
Ceux-ci lui remettent une tunique de toile grossière, la bure, et lui coupent les cheveux, en signe de renoncement. Selon les mœurs du temps, ne pouvant vivre au milieu d'hommes, la jeune fille se réfugie ensuite au couvent des nonnes bénédictines de San Paolo (Saint-Paul, près de Bastia). Elle doit y faire face aux tentatives violentes de son père et de ses oncles, furieux, qui veulent la ramener chez elle, pour arranger un mariage de convenance.
Puis François la confie aux bénédictines de Saint-Ange de Panzo, sur les contreforts du mont Subasio, au sud-est d'Assise. Seize jours plus tard, elle est rejointe par sa sœur cadette, Catherine, qui deviendra Agnès d'Assise, malgré l'opposition violente de leur famille.

## Saint Damien

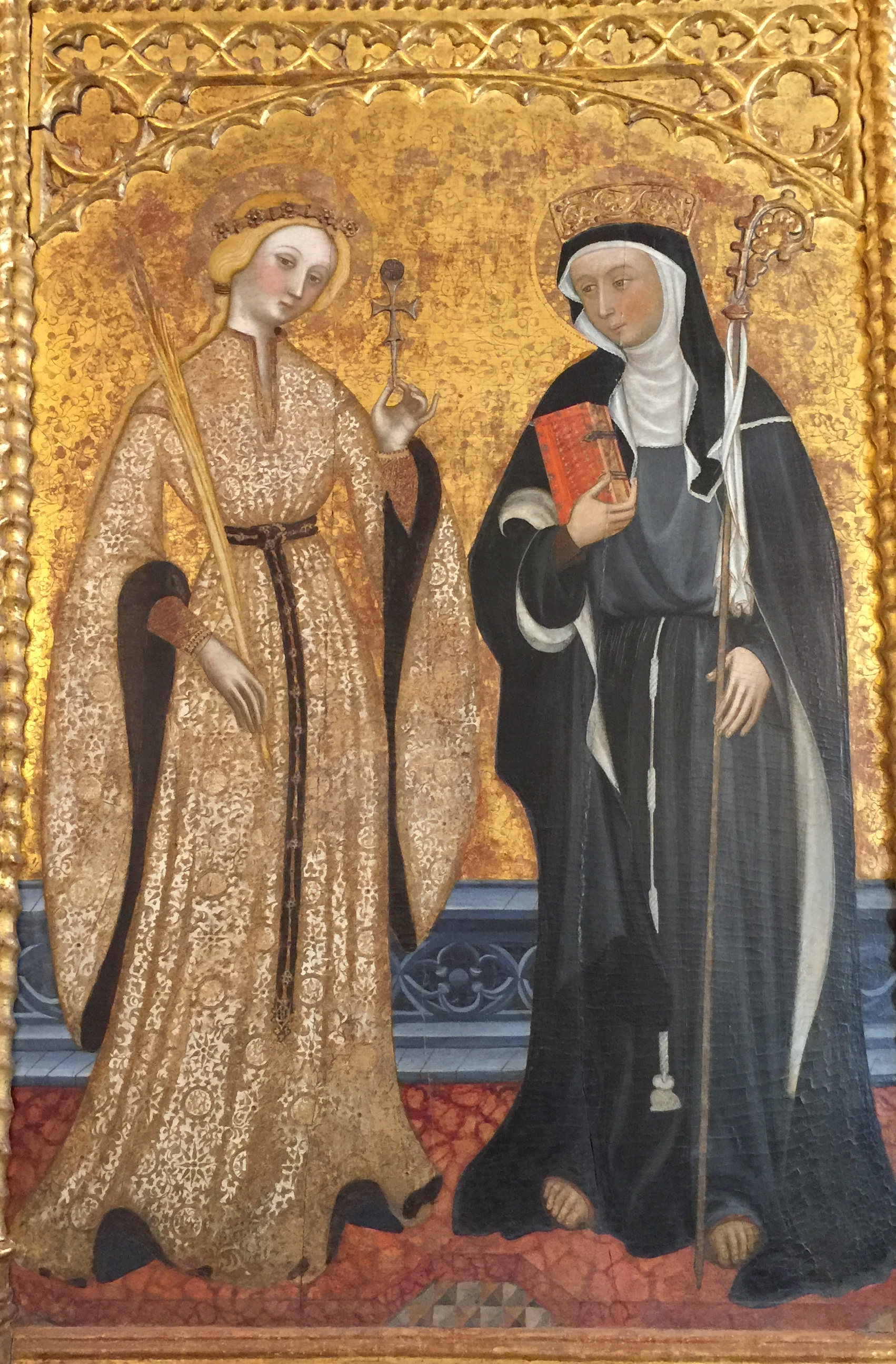
Eulalie de Barcelone et Claire d'Assise. Retable peint par Pere Serra (1403-1408). Cathédrale de Segorbe.

Fin avril 1212, François installe la communauté naissante près de la Chapelle Saint-Damien d'Assise, sous la direction de Claire, qui devra accepter en 1214 le titre d’«abbesse» malgré elle, communauté qui est bientôt rejointe par des femmes de la noblesse d'Assise, et par sa mère, à la mort de son époux, Claire et Ortolane y opérant des miracles de guérison. François confiera aussi une Formula vitæ, règle de vie inspirée de celle des Frères mineurs. Ainsi naît l'ordre des Pauvres Dames, ou Clarisses. En 1216, elle aurait obtenu du pape Innocent III « le privilège de pauvreté », celui d'observer une pauvreté absolue, mais l'authenticité de ce privilège est remise en cause par l'historien Werner Maleczek (de).
Envoyant ses sœurs fonder dans toute l'Europe de nombreux monastères, se réclamant de l'esprit de Saint-Damien, la règle de saint François ne peut suffire à maintenir dans l'unité d'une même discipline tous ces monastères dispersés. Aussi le cardinal Hugolin, protecteur de ce second ordre des Franciscains, leur donne en 1219 une règle plus stricte d'obédience bénédictine.
Certains ont vu dans la relation entre Claire et François un couple d'amants mystiques, les « Roméo et Juliette de la sainteté ».
Après la mort de François (1226), de fortes pressions, tant de la part des cardinaux, que de la société civile, visent à faire accepter par la communauté des damianites des possessions foncières. Claire se défendra jusqu’au bout contre ces pressions. Toute sa vie est tendue par son désir de vie pauvre.
Finalement, le 16 septembre 1252, le cardinal Raynald approuve la Règle rédigée vers 1247 par Claire, sur la base de celle de François. Le pape Innocent IV visite Claire, alors mourante, fin juillet 1253. Le 9 août, le souverain pontife approuve la Règle de l’ordre des Pauvres Dames.
Deux jours après, le 11 août 1253, Claire meurt à l'âge de 59 ans, tenant entre ses mains le texte connu sous le nom de Privilège de pauvreté,.

## Épilogue
Le pape Innocent IV et la Curie romaine viennent assister à ses obsèques. Innocent IV, par la bulle Gloriosus Deus du 18 octobre 1253, commande à l'évêque Barthélemy de Spolète la mission d'instruire son procès de canonisation. Deux années plus tard, le 26 septembre 1255, elle est canonisée (reconnue sainte) par le pape Alexandre IV, en la cathédrale Santa Maria d'Anagni.
Presque simultanément commencent les travaux d'une église à Assise, la basilique Sainte-Claire, destinée à honorer la sainte. Le 3 octobre 1260, ses restes sont transférés de la chapelle San-Giorgio, lieu de sa conversion, au maître-autel de la nouvelle église. Le 23 août 1850, dans le contexte de « recharge sacrale » des pèlerinages, cherchant à restaurer les reliques des saints, l'évêque d'Assise décide de faire exhumer son corps, ce qui eut lieu le 23 septembre. Il déclare que ses ossements, reconnus juridiquement, sont conservés entiers malgré l'humidité du caveau. Les Archives épiscopales d'Assise notent l'extrême humidité du squelette et la friabilité des petits os. Puis en 1864, l'abbesse confia les ossements au romain Modesto Scevolo pour consolidation. Il remit ensuite les ossements en place avec moult coton et cire, pour reconstituer une forme de corps mis dans un revêtement de filet métallique. En 1986-1987, il y eut un traitement scientifique urgent pour la conservation des restes de sainte Claire qui se détérioraient par la présence du coton retenant l'humidité. Le visage en cire que nous voyons maintenant est la reconstitution scientifique la plus exacte possible d'après le crâne. Les ossements sont rassemblés dans un reliquaire déposé dessous.

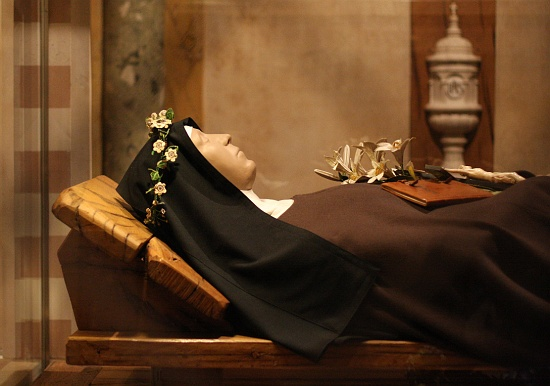
Châsse de sainte Claire d'Assise dans sa basilique.

La châsse de Sainte Claire est aujourd'hui visible au couvent sainte Claire de Perpignan.
Elle a été proclamée patronne de la télévision dans le monde par Pie XII le 14 février 1957. Malade depuis près de trente ans, une nuit de Noël, clouée au lit, elle aurait selon la tradition rapportée par son hagiographe Thomas de Celano, vu et entendu la messe chez les frères, donc bien loin de son lieu d'alitement. Elle est depuis la patronne des télécommunications, mais aussi des brodeuses, car, selon la tradition, elle s'accordait occasionnellement un temps de loisir pour broder des tissus liturgiques. Parce qu'elle assurait la propreté et la blancheur de ceux-ci, elle est également la patronne des lavandières, des blanchisseurs et des repasseuses. À cause de son nom, et parce qu'elle aurait eu, sur son lit de mort, la vision de ses obsèques, elle est la patronne des aveugles.

## Représentation artistique

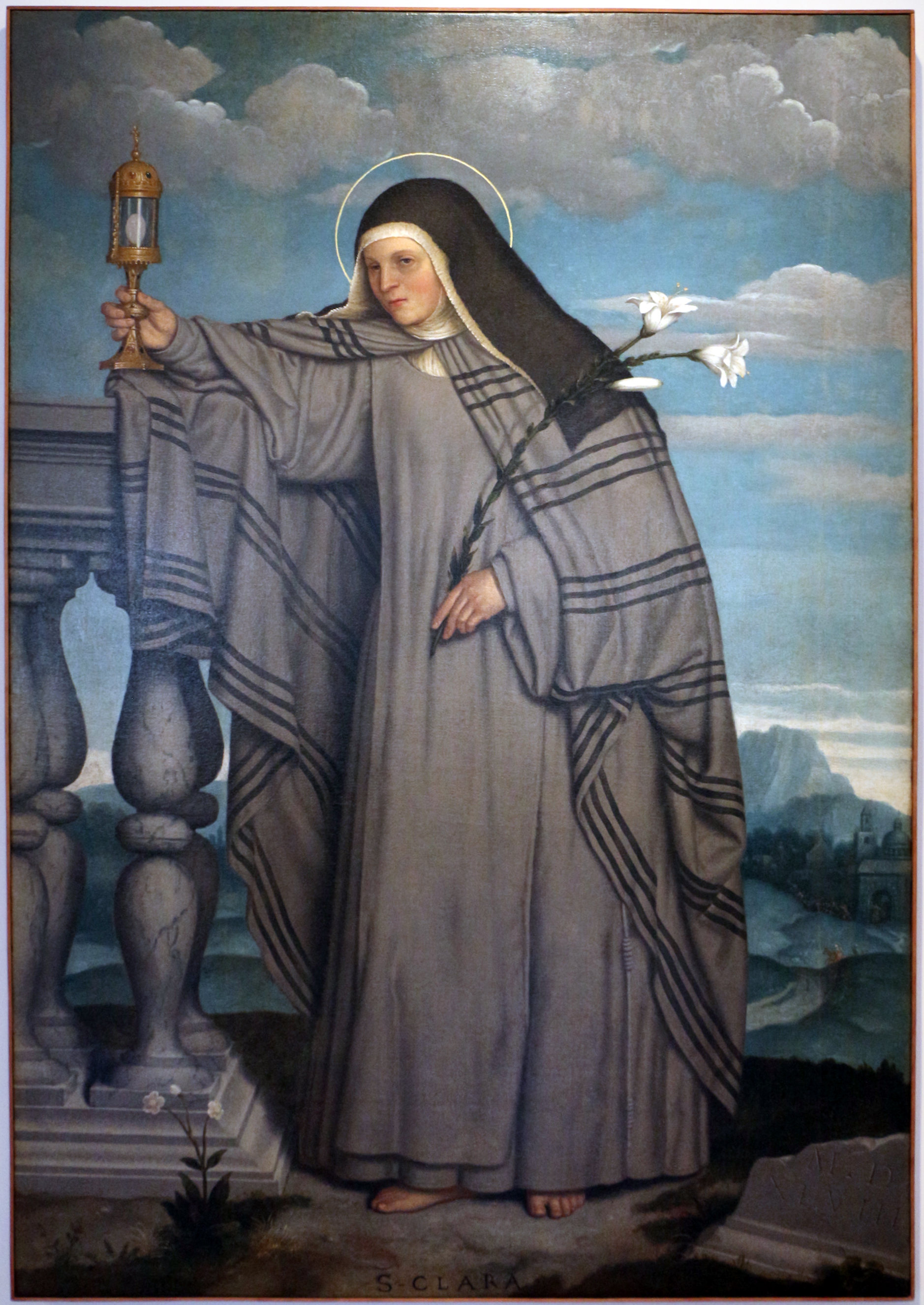
Sainte Claire,
Giovanni Battista Moroni (1548), musée diocésain de Trente.

Claire d'Assise est représentée dans la robe de bure franciscaine, et la cordelière à trois nœuds. Au XVe siècle, elle porte parfois un manteau rayé de pénitente. Elle a comme attributs une croix, surmontée d'un rameau d'olivier (rappel de l'amour de la sainte pour le crucifix), un ostensoir, qui rappelle un épisode relaté dans sa Légende. Lorsque les armées sarrasines de Frédéric II veulent envahir le monastère de San Damiano en 1240 ou 1241, elle se porte au-devant d'eux, en leur présentant l'ostensoir contenant le corps du Christ, ce qui les repousse. Elle a aussi parfois une lampe à huile en argile ou une lanterne, métaphore lumineuse de l'ostensoir eucharistique porté par cette patronne des aveugles.
Ces représentations de Claire d'Assise se retrouvent souvent en peinture, mais aussi sur les sceaux des Clarisses, et ce jusqu'au XVIIIe siècle.

## Quelques dates
| Dates     | Âge de Claire | Événements                                                                                     |
| --------- | ------------- | ---------------------------------------------------------------------------------------------- |
| 1182      |               | Naissance de François d'Assise                                                                 |
| 1194      |               | Naissance de Claire                                                                            |
| 1203-1205 | 10/12 ans     | Exil à Pérouse                                                                                 |
| 1206      | 13 ans        | Conversion de François                                                                         |
| 1210      | 17 ans        | Rencontre avec François                                                                        |
| 1212      | 19 ans        | Début de sa vie religieuse à Saint-Damien et naissance de la communauté                        |
| 1216      | 23 ans        | Claire obtient du pape le « Privilège de la pauvreté »                                         |
| 1220      | 27 ans        | Départ de sœurs pour Reims 1re fondation en France                                             |
| 1224      | 31 ans        | Début de la maladie de Claire                                                                  |
| 1226      | 33 ans        | Mort de François                                                                               |
| 1228      | 35 ans        | Visite du pape 1re communauté en Espagne, 24 en Italie                                         |
| 1234      | 41 ans        | Agnès, fille du roi de Bohême, fonde un monastère à Prague et y entre                          |
| 1238      | 45 ans        | Un monastère est fondé en Slovaquie                                                            |
| 1240      | 47 ans        | Les Sarrasins attaquent Saint-Damien                                                           |
| 1242      | 49 ans        | Un monastère est fondé en Moravie                                                              |
| 1245      | 52 ans        | Un monastère est fondé en Pologne                                                              |
| 1253      | 59 ans        | 9 août : visite du pape Approbation de la règle de Claire par le pape 11 août : mort de Claire |
| 1255      |               | Canonisation de Claire                                                                         |

## Œuvres
Claire d'Assise a écrit :

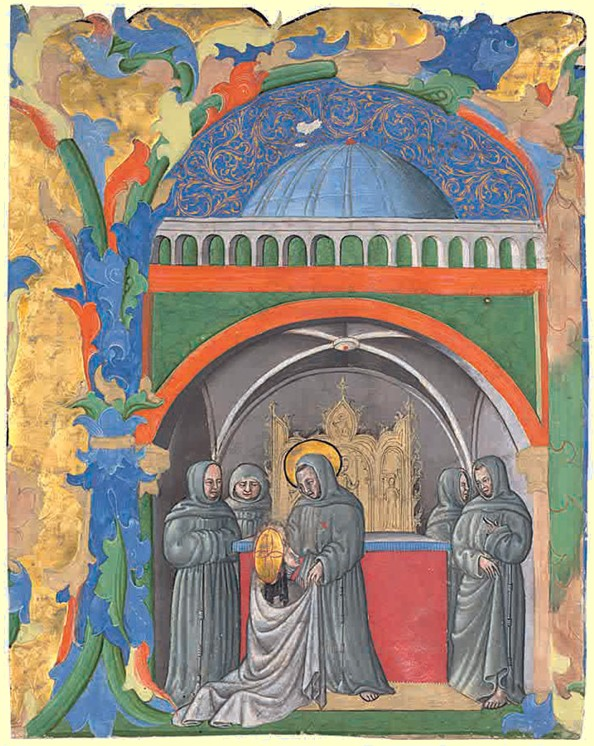
François d'Assise recevant la profession de foi de Claire.
Enluminure (vers 1435).

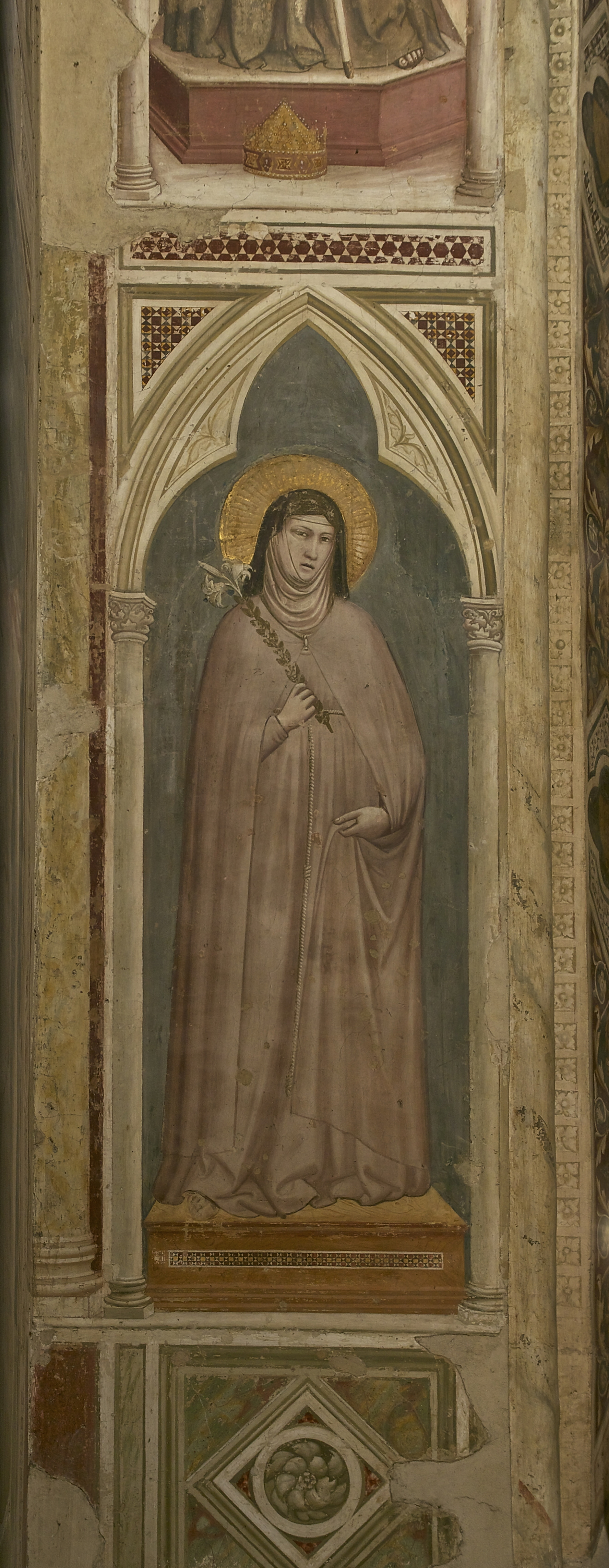
Sainte Claire vue par Giotto. Fresque, chapelle Bardi, Basilique Santa Croce de Florence.

- Forme de vie que l'on nomme plus couramment la Règle, mot que Claire n'emploie pas ;
- un Testament ;
- quatre lettres à sainte Agnès[12] ;
- une lettre à Ermentrude de Bruges, que l'on soupçonne fortement d'être une compilation par un copiste de deux lettres aujourd'hui perdues ;
- une bénédiction de Claire à ses sœurs.

Si la liste peut paraître courte, il faut se rappeler que les femmes écrivaient peu à l'époque. On peut également noter un parallèle — limité — avec certains écrits de François d'Assise.
Trois autres textes hagiographiques importants nous font connaître Claire et la vie à Saint-Damien : la Légende (Legenda latina Sanctae Claræ Virginis) attribuée à Thomas de Celano ou à Bonaventure de Bagnoregio, la Vie de Claire (Vita di Santa Chiara) d'un franciscain toscan anonyme du début du XVIe siècle, publiée par le père Lazzeri, et surtout les actes du procès en canonisation de Claire, qui contiennent les dépositions des sœurs de Claire, qui ont vécu avec elle. Ces textes ont fait l'objet d'une analyse critique.
Les « sources clariennes » les plus fiables et les plus importantes sont éditées en 2013.
Les témoignages et les lettres sont en quelque sorte l'application pratique de la règle, avant que celle-ci ne fût écrite. La règle est le chemin concret, le mode de vie dont la vie et les lettres dévoilent la source évangélique.

## Postérité
Dunkerque a une école catholique située à Malo les Bains, qui porte le nom Sainte Claire d'Assise.
Annecy a des lieux nommés d'après Claire d'Assise : la rue Sainte-Claire, la porte Sainte-Claire, le faubourg Sainte-Claire et la place Sainte-Claire.
À Nice, dans le quartier du Vieux-Nice, on trouve une rue Sainte-Claire.
En 2022, sort le film italien Chiara, réalisé par Susanna Nicchiarelli, inspiré de sa vie.